# Správní obvod obce s rozšířenou působností Nový Bor
Správní obvod obce s rozšířenou působností Nový Bor je od 1. ledna 2003 jedním ze dvou správních obvodů rozšířené působnosti obcí v okrese Česká Lípa v Libereckém kraji. Čítá 16 obcí.
Města Nový Bor a Cvikov jsou obcemi s pověřeným obecním úřadem.

## Seznam obcí
Poznámka: Města jsou vyznačena tučně.
- Cvikov
- Chotovice
- Kamenický Šenov
- Krompach
- Kunratice u Cvikova
- Mařenice
- Nový Bor
- Okrouhlá
- Polevsko
- Prysk
- Radvanec
- Skalice u České Lípy
- Sloup v Čechách
- Slunečná
- Svojkov
- Svor

## Obyvatelstvo
| Rok  | Obyv.  | ± %    |
| ---- | ------ | ------ |
| 1869 | 38 829 | —      |
| 1880 | 41 667 | +7,3 % |
| 1890 | 41 985 | +0,8 % |
| 1900 | 42 286 | +0,7 % |
| 1910 | 43 017 | +1,7 % |

| Rok  | Obyv.  | ± %     |
| ---- | ------ | ------- |
| 1921 | 38 318 | −10,9 % |
| 1930 | 41 323 | +7,8 %  |
| 1950 | 22 857 | −44,7 % |
| 1961 | 23 142 | +1,2 %  |
| 1970 | 23 193 | +0,2 %  |

| Rok  | Obyv.  | ± %    |
| ---- | ------ | ------ |
| 1980 | 25 216 | +8,7 % |
| 1991 | 25 114 | −0,4 % |
| 2001 | 25 963 | +3,4 % |
| 2011 | 25 953 | −0 %   |
| 2021 | 25 840 | −0,4 % |